# 제이 스피어링
제이 프랜시스 스피어링(Jay Francis Spearing, 1988년 11월 25일 ~ )은 잉글랜드의 축구 선수이다. 리버풀 FC 유스 출신이며 현재는 리버풀 FC에서 선수 겸 청소년 클럽 코치로 활동하고 있다.

## 볼튼 원더러스 FC
2012년 여름 그는 볼튼 원더러스 FC로 1년 임대되었다.
1. ↑  “Jay Spearing: Overview”. Premier league.